# Helga Holm

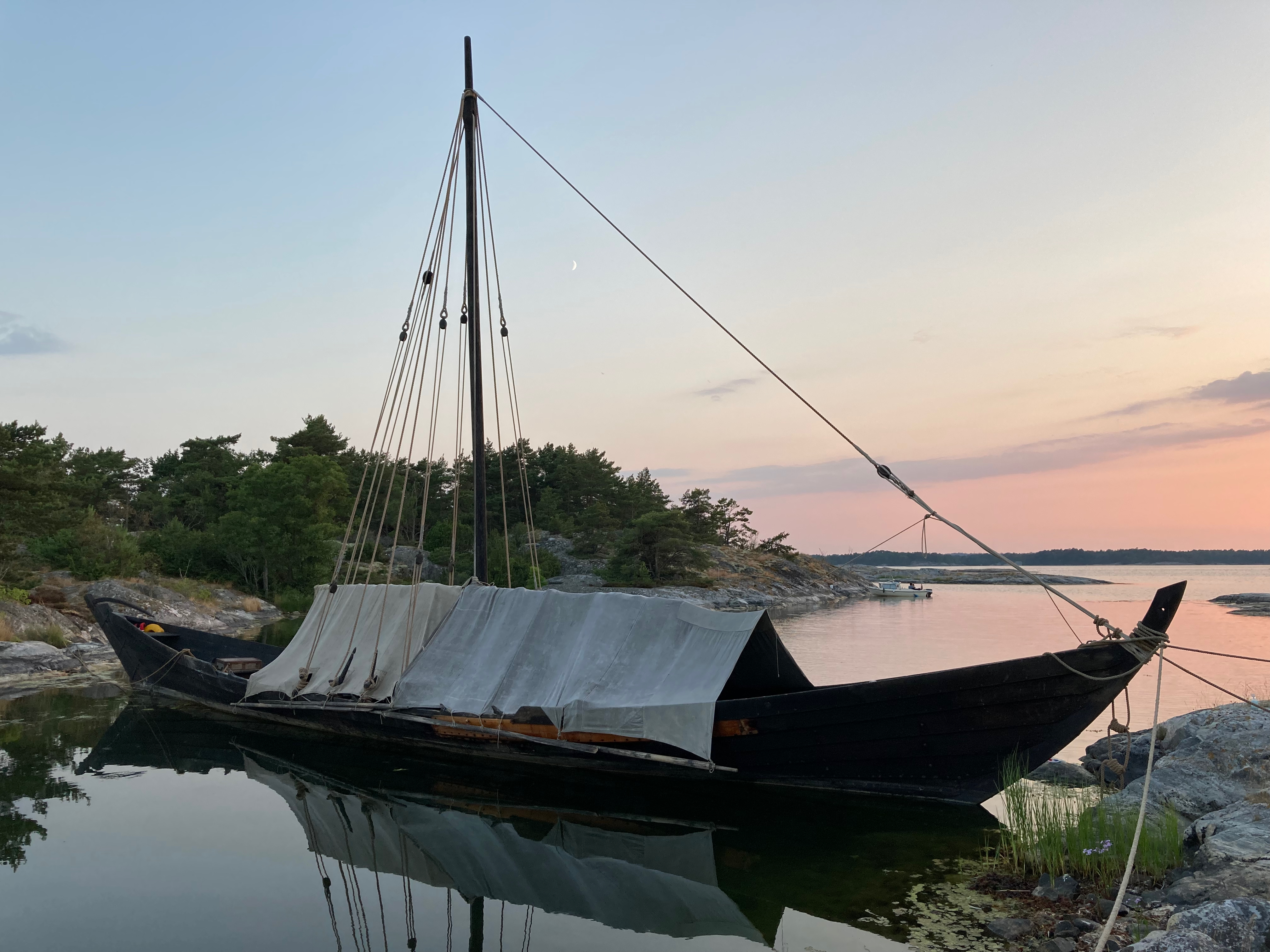
Helga Holm förtöjd i Stockholms skärgård

Helga Holm (vardagligt endast Helga) är en nutida fullskalerekonstruktion av ett medeltida långskepp (båt nr 5 från utgrävningarna på Helgeandsholmen). Åren 1988 - 2021 ägdes, seglades och underhölls skeppet av den ideella föreningen Föreningen Medeltidsskeppet Helga Holm (tidigare Projekt Helga Holm). 1993 gjordes en seglats med Helga Holm till Gotland. Skeppet har även varit med i film och TV ett flertal gånger. Sedan 2021 ligger Helga Holm utställd på land bland båtsamlingarna vid Frösåkers brygga utanför Västerås.

## Båt nr 5
Bevarad längd: 18 m, huvudsakligen styrbords sida 
- Antal spant: 17 st
- Köl:  T-köl, bevarad längd 15 m i två delar
- Stävar:  Akter rak, förstäven troligen rak
- Styrsystem:  Stävroder
- Roddplatser:  16st (8 par). Håarna på styrbords sida hittade på ursprunglig plats.
- Träslag:  Furu, undantag någon hå i ek.
- Riggningsspår:  Del av kölsvin, tågvirke, 8 runda hål, parvis placerade i styrbords sjunde bord  (avsedda för vantstroppar). Dubbel tvärbalk över kölsvinet.
- Datering:  1285 - 1345 enligt fem dendrokronologiska prover, kölsvinet till 1316 - 17.
- Stratigrafiskt och skeppstekniskt daterad till 1300 - 1350.
- Funktion:  Någon form av bevaknings- eller krigsskepp.

Båt 5 hittades i strandkanten mellan de två öar som utgjorde Helgeandsholmen under medeltiden. Fyndet kan dateras till tiden omkring 1325, kölsvinet enligt dendrokronologiska prover till 1316-1317. Båten har varit riggad och anpassad för åtta par roddare. Fyndet har tolkats som ett krigs- eller bevakningsskepp, bland annat på grund av att den inte har mycket till lastutrymme.

## Helga Holm
- Längd: 22,5 m
- Bredd: 3,4m
- Djupgående: 0,4-0,5 m
- Deplacement origgad: 4 ton
- Deplacement riggad: 5 ton
- Masthöjd:  11,5 m
- Segel: Råsegel på 60 m²
- Skrov: furu
- Intimmer: furu och gran
- Håar: ek
- Rigg: Konsthampa
- Roddare: 16 st (8 par)
- Besättning: ca 20 personer

När den stora vikingautställningen på Historiska museet i Stockholm planerades i början av 1980-talet uppkom idén att bygga en replika av en historisk båt. Dagens Nyheter erbjöd sig att bekosta bygget av ett vikingaskepp, men bland annat på grund av avsaknaden av lämpliga svenska fynd att utgå från föll valet på den medeltida båten nr 5.
Marinarkeolog Björn Varenius som också arbetat med utgrävningen på Helgeandsholmen upprättade en konstruktionsritning. Själva bygget utfördes 1981-1983 av träbåtbyggarna Börje Andersson (båtbyggare) och Birgit Andersson i Roslags-Kulla. Rigg- och segelrekonstruktion utfördes av bröderna Bent Andersen och Erik Andersen från Vikingeskibshallen i Roskilde.
Namnet Helga Holm tillkom via en namntävling i Dagens Nyheter och båten skänktes av tidningen till Sjöhistoriska museet och Historiska museet. 1988 skänktes Helga Holm av museerna till den grupp som underhållit och seglat henne. I och med detta bildades den ideella föreningen Projekt Helga Holm. (sedan 1996 Föreningen medeltidsskeppet Helga Holm). Från 1988 hade Helga Holm Bosö Båtklubb som hemmahamn. Sedan 2021 ligger Helga Holm utställd på land bland båtsamlingarna vid Frösåkers brygga utanför Västerås.